# Matthew Heineman

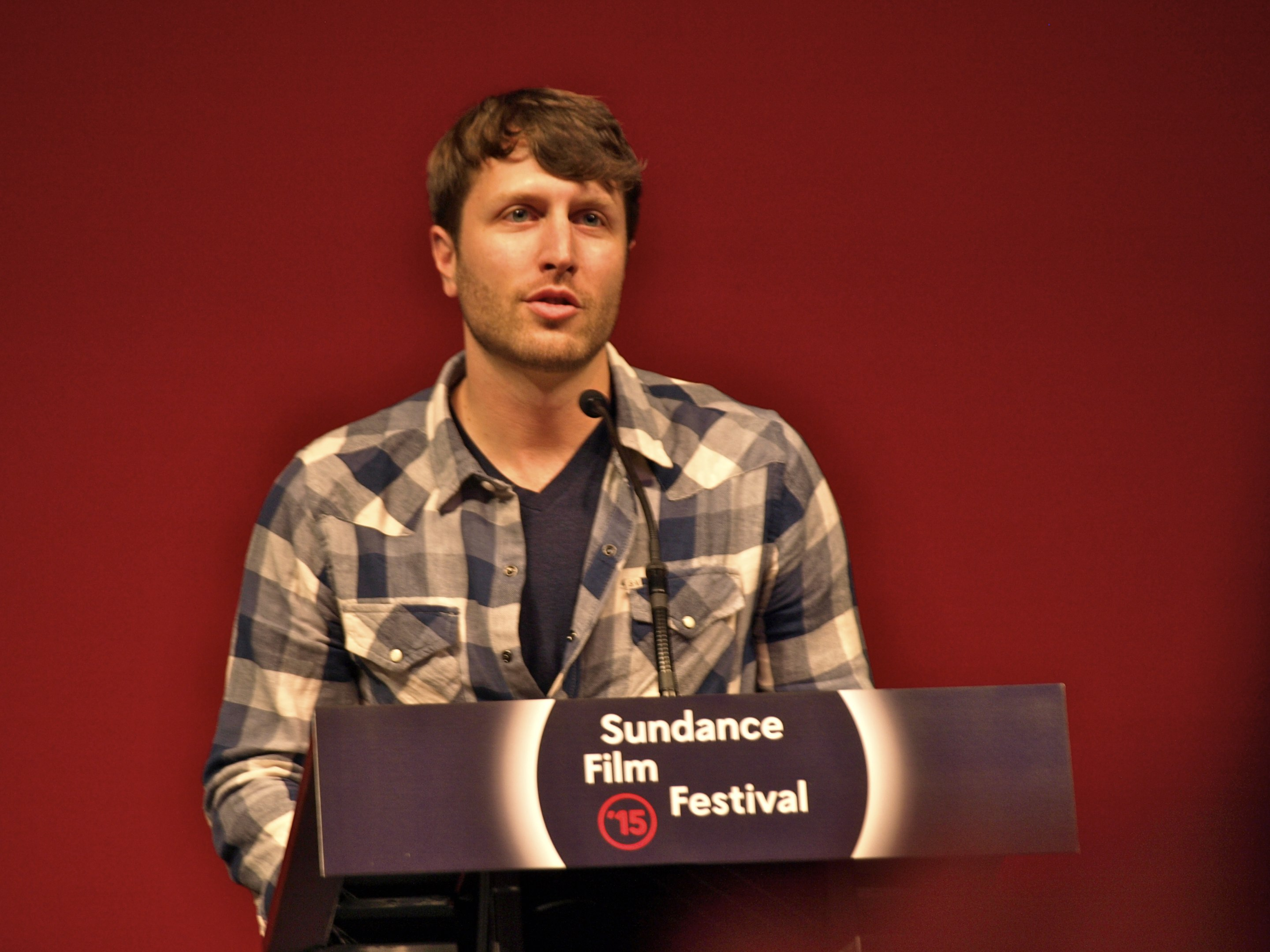
Matthew Heineman no Sundance 2015

Matthew Heineman (Washington, D.C., 30 de novembro de 1983) é um cineasta americano. Como reconhecimento, foi nomeado ao Oscar 2016 na categoria de Melhor Documentário em Longa-metragem por Cartel Land.